# Шруті Дгаван
Шруті Дгаван (нар. 28 березня 1982) — колишня індійська тенісистка.
Найвищу одиночну позицію світового рейтингу — 454 місце досягла 30 липня 2001, парну — 429 місце — 20 жовтня 2003 року.
Здобула 2 одиночні та 8 парних титулів туру ITF.
Завершила кар'єру 2006 року.

## Фінали ITF

### Одиночний розряд: 7 (2–5)
| Результат | Ранг | Дата             | Місце            | Покриття | Суперниця              | Рахунок       |
| --------- | ---- | ---------------- | ---------------- | -------- | ---------------------- | ------------- |
| Перемога  | 1.   | 2 листопада 1998 | Ахмадабад, Індія | Тверде   | Сай Джаялакшмі Джаярам | 7–5, 6–3      |
| Перемога  | 2.   | 30 квітня 1999   | Мумбаї, Індія    | Тверде   | Рушмі Чакравартхі      | 3–6, 6–0, 6–0 |
| Поразка   | 3.   | 6 травня 1999    | Мумбаї, Індія    | Тверде   | Anna Nefedova          | 6–2, 2–6, 0–6 |
| Поразка   | 4.   | 9 вересня 2001   | Нью-Делі, Індія  | Тверде   | Рушмі Чакравартхі      | 4–6, 7–5, 4–6 |
| Поразка   | 5.   | 3 червня 2002    | Мумбаї, Індія    | Килим    | Шітхаль Ґутхам         | 2–6, 4–6      |
| Поразка   | 6.   | 8 червня 2002    | Мумбаї, Індія    | Килим    | Шітхаль Ґутхам         | 4–6, 0–6      |
| Поразка   | 7.   | 5 травня 2003    | Нью-Делі, Індія  | Тверде   | Іша Лахані             | 3–6, 4–6      |

### Парний розряд: 18 (8–10)
| Результат | Ранг | Дата            | Місце                            | Покриття | Партнерка         | Суперниці                                | Рахунок          |
| --------- | ---- | --------------- | -------------------------------- | -------- | ----------------- | ---------------------------------------- | ---------------- |
| Перемога  | 1.   | 26 жовтня 1998  | Ахмадабад, Індія                 | Тверде   | Шітхаль Ґутхам    | Рушмі Чакравартхі Сай Джаялакшмі Джаярам | 6–4, 6–4         |
| Поразка   | 2.   | 17 квітня 1999  | Мумбаї, Індія                    | Тверде   | Шітхаль Ґутхам    | Рушмі Чакравартхі Сай Джаялакшмі Джаярам | 7–5, 0–6, 3–6    |
| Поразка   | 3.   | 30 квітня 1999  | Мумбаї, Індія                    | Тверде   | Шітхаль Ґутхам    | Рушмі Чакравартхі Сай Джаялакшмі Джаярам | 5–7, 2–6         |
| Перемога  | 4.   | 10 травня 1999  | Мумбаї, Індія                    | Тверде   | Шітхаль Ґутхам    | Рушмі Чакравартхі Сай Джаялакшмі Джаярам | 1–0 ret.         |
| Поразка   | 5.   | 19 вересня 2001 | Нью-Делі, Індія                  | Тверде   | Радгіка Тулпуле   | Рушмі Чакравартхі Сай Джаялакшмі Джаярам | 7–6(5), 4–6, 4–6 |
| Поразка   | 6.   | 27 травня 2002  | Мумбаї, Індія                    | Килим    | Шітхаль Ґутхам    | Liza Pereira Viplav Радгіка Тулпуле      | 6–7(6), 4–6      |
| Перемога  | 7.   | 21 червня 2002  | Мумбаї, Індія                    | Килим    | Шітхаль Ґутхам    | Арчана Венкатараман Арті Венкатараман    | 7–5, 6–0         |
| Перемога  | 8.   | 26 червня 2002  | Мумбаї, Індія                    | Ґрунт    | Шітхаль Ґутхам    | Анкіта Бгамбрі Сонал Пхадке              | 6–3, 2–6, 6–3    |
| Перемога  | 9.   | 1 липня 2002    | Мумбаї, Індія                    | Килим    | Шітхаль Ґутхам    | Liza Pereira Viplav Радгіка Тулпуле      | 6–1, 6–2         |
| Поразка   | 10.  | 16 вересня 2002 | Гайдарабад (місто, Індія), Індія | Тверде   | Шітхаль Ґутхам    | Вілаван Чомптанґ Ху Чін-Бі               | 2–6, 2–6         |
| Поразка   | 11.  | 20 квітня 2003  | Muzaffarnagar, Індія             | Трава    | Yael Glitzenstein | Рушмі Чакравартхі Сай Джаялакшмі Джаярам | 1–6, 4–6         |
| Поразка   | 12.  | 9 травня 2003   | Нью-Делі, Індія                  | Ґрунт    | Шітхаль Ґутхам    | Анкіта Бгамбрі Сонал Пхадке              | 6–7(3), 0–6      |
| Перемога  | 13.  | 15 травня 2003  | Нью-Делі, Індія                  | Килим    | Шітхаль Ґутхам    | Liza Pereira Viplav Арчана Венкатараман  | 2–6, 7–6(4), 6–0 |
| Перемога  | 14.  | 26 травня 2003  | Нью-Делі, Індія                  | Тверде   | Шітхаль Ґутхам    | Іша Лахані Liza Pereira Viplav           | 7–5, 6–2         |
| Поразка   | 15.  | 31 серпня 2003  | Нью-Делі, Індія                  | Трава    | Шітхаль Ґутхам    | Ху Чін-Бі Мегга Вакарія                  | 1–6, 2–6         |
| Поразка   | 16.  | 5 жовтня 2003   | Джакарта, Індонезія              | Тверде   | Вілаван Чомптанґ  | Септі Менде Maya Rosa                    | 6–7(6), 4–6      |
| Перемога  | 17.  | 6 грудня 2004   | Колката, Індія                   | Тверде   | Вілаван Чомптанґ  | Анкіта Бгамбрі Санаа Бгамбрі             | 6–2, 7–5         |
| Поразка   | 18.  | 9 травня 2005   | Ахмадабад, Індія                 | Тверде   | Санаа Бгамбрі     | Анкіта Бгамбрі Сай Джаялакшмі Джаярам    | 2–6, 5–7         |